# 千葉明

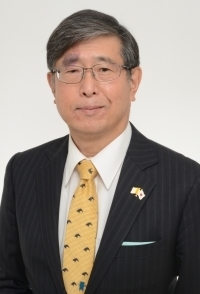
在バチカン日本国大使館ウェブページより

千葉 明（ちば あきら、1959年5月23日 - ）は、日本の外交官。ロサンゼルス総領事、ASEAN政府代表部大使を経て、バチカン大使。

## 人物・経歴
イラン帝国テヘラン生まれ。1984年東京大学法学部卒業、外務省入省。チャイナ・スクールに属し、1985年から北京大学で中国語研修を受け、1987年にカリフォルニア大学バークレー校修士の学位を取得した。1988年在中華人民共和国日本国大使館二等書記官（政務担当）。1991年外務大臣官房総務課。1993年外務省経済協力局無償資金協力課。1995年外務省欧亜局大洋州課首席事務官。1997年外務省経済協力局政策課首席事務官。
1999年在ジュネーブ国際機関日本政府代表部参事官（人権担当）。2001年在中華人民共和国日本国大使館参事官（経済担当）。2004年外務省大臣官房国際報道官。2005年東京大学教養学部講師（中国語作文）。2006年外務省総合外交政策局国連企画調整課長。2008年法務省入国管理局登録管理官兼司法試験考査委員（国際関係法（公法系）問題作成担当）。
2010年在アメリカ合衆国日本国大使館公使（連邦議会担当）。2013年在イラン日本国大使館公使（次席）。2015年内閣府日本学術会議事務局次長。2016年からロサンゼルス総領事を務め、慰安婦の碑の撤去要請を行うなどした。2019年東南アジア諸国連合日本政府代表部特命全権大使。2022年10月、駐バチカン特命全権大使。ビジネス中国語検定試験レベル5。全国通訳案内士（英語、中国語、フランス語）。合気道五段。

## 同期入省
- 有吉勝秀（23年コスタリカ大使・20年エルサルバドル大使）
- 礒正人（22年クロアチア大使・18年デュッセルドルフ総領事）
- 伊藤康一（24年ギリシャ大使・20年ニュージーランド大使）
- 伊藤直樹（24年ベトナム大使・19年バングラデシュ大使・17年シカゴ総領事）
- 今村朗（23年セルビア大使・20年ジョージア大使・23年セルビア大使）
- 岩井文男（20年サウジアラビア大使・15年イラク大使）
- 大森茂（17年セネガル大使・15年法務省名古屋入国管理局長）
- 岡田隆（20年アフガニスタン大使）
- 岡庭健（24年アラブ首長国連邦大使・21年ケニア大使）
- 菊田豊（21年ネパール大使・18年ナイジェリア大使）
- 下川眞樹太（22年フランス、アンドラ大使・19年ベルギー大使・17年大臣官房長・16年国際文化交流審議官）
- 杉山明（24年ノルウェー大使・21年特命全権大使（国際テロ対策・組織犯罪対策協力担当）・18年スリランカ大使・17年儀典長・15年内閣審議官・13年山形県警察本部長）
- 鈴木哲（19年インド大使・17年総合外交政策局長・16年国際情報統括官）
- 竹若敬三（21年北極担当大使・19年ラオス大使）
- 梨田和也（19年タイ大使・17年国際協力局長）
- 藤山美典（22年スイス兼リヒテンシュタイン大使）
- 藤原直（21年エディンバラ総領事）
- 正木靖（23年インドネシア大使・20年EU大使・17年欧州局長）
- 森下敬一郎（21年エクアドル大使・17年コロンビア大使）
- 山上信吾（20年オーストラリア大使・18年経済局長・17年国際情報統括官）
- 山田洋一郎（22年モルドバ大使・20年立命館アジア太平洋大学アジア太平洋学部教授（出向）・17年シアトル総領事）
- 山野内勘二（22年カナダ大使・18年ニューヨーク総領事・16年経済局長）

## 著作

### 著書
- 『日中体験的相互誤解―未来史を共に創造するために』日本僑報社 2005年
- 『一歩先を行く人の美しい中国語手紙の書き方―格調高い手紙のルール&表現集』国際語学社 2010年
- 『中国語のきほんドリル』国際語学社 2010年
- 『日本人は誰も気付いていない在留中国人の実態』彩図社 2010年
- 『なぜアメリカでは議会が国を仕切るのか?: 現役外交官が教える まるわかり米国政治』ポット出版 2014年
- 『日中中日翻訳必携実戦編III 美しい中国語の手紙の書き方・訳し方』日本僑報社 2017年

### 訳書
- 許旭文著『何たって高三!―僕らの中国受験戦争』日本僑報社 2006年